# Glossocratus fukuroki
Glossocratus fukuroki är en insektsart som beskrevs av Matsumura 1905. Glossocratus fukuroki ingår i släktet Glossocratus och familjen dvärgstritar. Inga underarter finns listade i Catalogue of Life.